# Naomi Akimoto
Pour les articles homonymes, voir Akimoto.
Naomi Akimoto (秋本 奈緒美, Akimoto Naomi), née le 13 janvier 1963 à Matsumoto, est une actrice et chanteuse japonaise. Elle est mariée à l'acteur japonais Atsushi Harada depuis 2003.

## Filmographie
- 1988 : Sudden Shock! Monster Bus : Reiko
- 1990 : Top stewardess monogatari (série télévisée)
- 1994 : Konoyo no hate (série télévisée) : Kyoko tanabe
- 1996 : Furuhata Ninzaburō (série télévisée) : Hinako mukai
- 1996 : Gekai Hiiragi Matasaburô (mini-série) : Minae aoshima
- 1996 : Atashi wa juice
- 1997 : Môri Motonari (série télévisée) : Kaori
- 1997 : Kyôtarô Nishimura's Travel Mystery 31 (téléfilm)
- 1999 : Hasen no marisu : Aso, Kayoko
- 1999 : Romance (série télévisée) : la femme de Kotaro
- 2000 : Taxi Driver no Suiri Nisshi 13 (téléfilm)
- 2000 : Tadaima manshitsu (série télévisée)
- 2000 : Kaseifu ha mita! 18 (téléfilm) : Midori Mizuhara
- 2001 : Furin chôsain Katayama Yumi 2: Kyoto - Tottori wain shinchû no nazo! (téléfilm)
- 2002 : Madogiwa shinkin man no jiken chôbo (téléfilm)
- 2003 : The Man in White Part 2: Requiem for the Lion
- 2003 : The Man in White
- 2003 : Maboroshi no suiri sakka: Noto satswujin gyô (téléfilm)
- 2003 : Seventh Anniversary : Nana
- 2004 : The Locker 2 : l'infirmière
- 2004 : Gachapon
- 2004 : Sodom the Killer
- 2004 : Nibanme no kanojo : la productrice
- 2005 : The Tax G-Men 12 (téléfilm)
- 2005 : Watasareta bamen (téléfilm) : Keiko
- 2005 : Yonimo kimyô na monogatari: Aki no tokubetsu hen (téléfilm)
- 2005 : Onna keiji mizuki: Kyôto rakunishisho monogatari (série télévisée) : Aoi
- 2006 : Fugô keiji deluxe (série télévisée) : la diseuse de bonne aventure
- 2006 : Love My Life : San Senba
- 2007 : Tokumei kakarichô Tadano Hitoshi (série télévisée) : Kimiko koda
- 2007 : Watch with Me: Sotsugyou shiashin
- 2007 : Kekkon sagishi (téléfilm) : Sumiko mastukawa
- 2008 : Tokyo Girl : Taeko Fujisaki
- 2008 : 4 shimai tanteidan (série télévisée) : Kaori tabuchi
- 2008 : Kagari keibuho no jikenbo 4: Koto Kamakura Kiseki no seki satsujin suimyaku (téléfilm)
- 2008 : Mama no kamisama (série télévisée) : Misako Kojima
- 2008 : Fukidemono to imouto (téléfilm) : Miwako
- 2008 : Homeroom on the Beachside (série télévisée) : Eri tsuguhara
- 2008 : Room of King (série télévisée) : Maria hijikata
- 2008 : Shôni kyûmei (série télévisée)
- 2009 : Kita arupusu sangaku kyûjotai Shimon Ikki 11: Tanigawadake Shiroumadake Jônendake Nazo no satsujin messêji (téléfilm)
- 2009 : Kujira: Gokudo no Shokutaku
- 2009 : Geisha Koharu Nê san funtôki 6: Kaga vs Edo yuuzen satsujin jiken (téléfilm)
- 2010 : Andante: Ine no senritsu : Itsuko Horikawa
- 2011 : Thanatos
- 2011 : The Third Woman (téléfilm)
- 2012 : Atsuhime nanbâ 1
- 2012 : Actresses : Akiko Kaga
- 2012 : Kôiki keisatsu 3 (téléfilm) : Hiromi isomura
- 2013 : Jellyfish
- 2013 : Lieutenant Kenzô Yabe (série télévisée)
- 2013 : Deep Red Love
- 2014 : Hanasaki Mai ga damatteinai (série télévisée)
- 2014 : Michinoku menkui kisha Miyazawa Ken'ichirô 3 (téléfilm)
- 2014 : Time Spiral (mini-série)
- 2015 : Matsumoto Seichô Mystery Jidaigeki (mini-série)
- 2015 : Minami-kun no Koibito (mini-série)

## Discographie
- 1982 : ROLLING 80'S
- 1982 : ONE NIGHT STAND
- 1982 : THE 20th ANNIVERSARY
- 1983 : 4 SEASON
- 1984 : POISON 21
- 1984 : ACT 13
- 1984 : Suisaiga
- 1986 : Portrait
- 1987 : Split Finger First Lady
- 2015 : Golden Best